# Майоров, Александр Ильич
Алекса́ндр Ильи́ч Майо́ров (род. 12 февраля 1958, Тула) — российский живописец, заслуженный художник РФ (2008), академик РАХ (2018). Почетный гражданин города - героя Тулы (2019)

## Биография
Окончил ТулПИ в 1981 году.
Член Творческого союза художников России (Международная федерация художников IFA) с 1992 г.
Участник московских, российских, международных выставок и международных художественных салонов, международного форума художественных инициатив. Провёл 17 персональных выставок в России и за рубежом, в том числе в Центральном Доме архитектора, Выставочном зале Московского фонда культуры, Радищевском музее (Саратов), Opalka Gallery (США).
Художник-постановщик художественного фильма «День ангела» («Ленфильм», 1988).
В октябре 2001 года Международным академическим аккредитационным и аттестационным комитетом (МАААК), учрежденным ЮНЕСКО, Александру Майорову присуждена профессиональная степень доктора искусства.
С 2002 г. Майоров — профессор Тульского государственного педагогического университета им. Л. Н. Толстого; как отмечает писатель Олег Хафизов, «человек, сохранивший лучшие идеалы хипповской юности, к тому же профессор и мэтр, передающий свои идеалы студентам педагогического университета».
Произведения художника находятся в музеях России и Болгарии, в Театре Музыки и Поэзии п/р Елены Камбуровой, в галереях, корпоративных и частных собраниях России, США, Канады, Израиля, ЮАР, ряда европейских государств.
По мнению критика Александра Люсого,

Эта живопись имеет мощную литературную основу, включающую, в частности, издания популярного не только среди интеллектуалов аргентинского писателя Х. Л. Борхеса. И все же нет, это не иллюстрации — жанр, принципиально чуждый Майорову. Художник работает ассоциациями и символами, изображение открывает «душу событий».

Другой критик, Анна Кузнецова, отмечает:

Почти физическое свечение, исходящее от картин, достигается старинной техникой тончайших лессировок, как достигнута «подсветка» лица Моны Лизы у Леонардо. Майоров кладет до двадцати тончайших слоев краски, обычно сочетая в одной картине лессировочную и пастозную техники. Большинство его работ выполнено на приготовленных особым образом холстах: пастозный слой кладется за несколько месяцев до лессировок, высушивается и создает сложную фактуру холста, рельефную поверхность.